# آیت سد
ایت سد (به فرانسوی: Ait Said) یک منطقهٔ مسکونی در مراکش است که در مراکش تانسیفت الحوز واقع شده‌است.

## خصوصیات
ایت سد ۷٬۰۸۱ نفر جمعیت دارد.